# Hans W. Hertz
Hans Wilhelm Hertz (* 24. März 1903 in Hamburg; † 16. August 1993 ebenda) war ein deutscher Jurist, Genealoge und Denkmalschützer.

## Leben
Hans W. Hertz war ein Sohn des Juristen Wilhelm Hertz (1873–1939), der in Hamburg erster Jugendrichter war und von 1923 bis 1933 als Direktor der Jugendbehörde arbeitete. Seine jüngere Schwester war die Ärztin Maria Dorothea Hertz. Er entstammte als Enkel von Adolph Ferdinand Hertz einer einstmals angesehenen, seit dem 17. Jahrhundert in Hamburg ansässigen Kaufmannsfamilie, deren Mitglieder meist vom Juden- zum Christentum konvertierten; seine Tante war die Malerin und Bildhauerin Mary Warburg. Zur weit entfernten Verwandtschaft zählten der Physiker Paul Hertz und der Jurist Gustav Ferdinand Hertz (Vater des bekannten Physikers Heinrich Hertz), die seine Cousins fünften Grades waren.
Nach einem Besuch der Knabenvorschule bei Gustav Bertram Thoma von 1909 bis 1912 wechselte er an das Heinrich-Hertz-Gymnasium, das er mit dem Abitur verließ. Ein Studium der Rechtswissenschaften und Geschichte an Universitäten in Heidelberg, München und Hamburg von 1921 bis 1925 beendete er im Sommer 1926 mit dem Ersten juristischen Staatsexamen. Anschließend arbeitete er bis 1930 als Referendar in Hamburg und bestand im selben Jahr das Zweite Staatsexamen. Danach wechselte er als Assessor in Probezeit in den staatlichen Dienst der Stadt Hamburg. Er arbeitete zunächst für die Hamburger Feuerkasse, später insbesondere beim Staatsarchiv. Hier schrieb er juristische Gutachten, die ihm schnell Ansehen einbrachten.
Hertz’ Tätigkeit beim Staatsarchiv endete mit der Machtergreifung. Gemäß dem Gesetz zur Wiederherstellung des Berufsbeamtentums galt er zwar als „Vollarier“, hatte jedoch einen Urgroßvater namens Adolph Jacob Hertz (1800–1866) gehabt, der jüdischen Glaubens gewesen war. Nach einer anonymen Anzeige dieses Sachverhalts bei Curt Rothenberger kam es zu einem beinahe einjährigen Verfahren. In der Zwischenzeit trat Hertz vermutlich aufgrund dieses Vorgangs in den Nationalsozialistischen Rechtswahrerbund ein. Außerdem erstellte er für das Archiv eine Liste mit Archivbeständen zur Geschichte des Judentums der Stadt, die für einen Sachverständigen für Rassenforschung im Reichsministerium des Innern bestimmt war. Aufgrund seiner Probezeit endete die Anstellung beim Staatsarchiv zum 30. Juli 1934, formal aufgrund allgemeiner Kürzungen von Beamtenstellen.

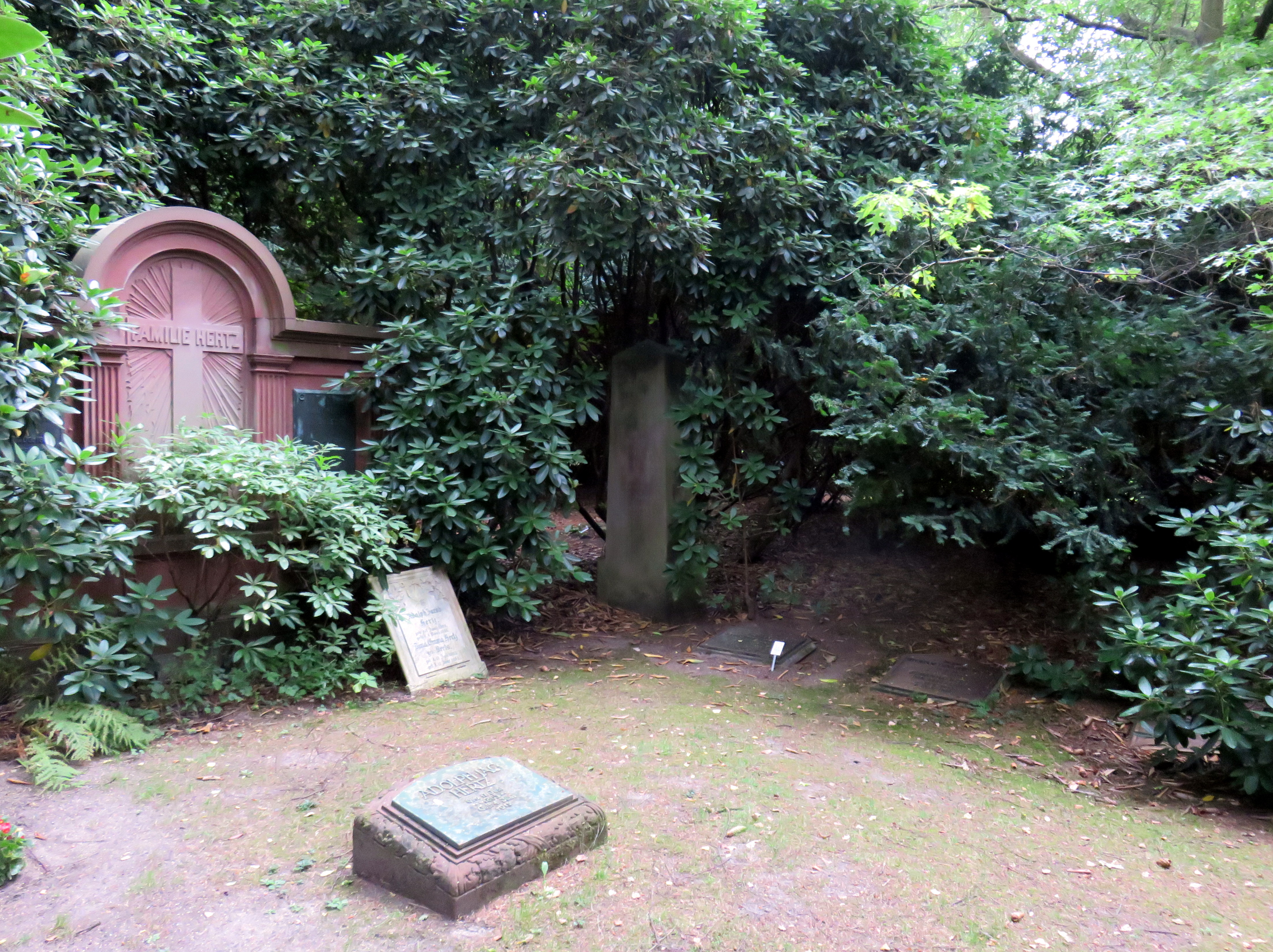
Kissenstein (rechts unterhalb der Säule) für “Hans Wilhelm Hertz”, Familiengrab auf dem Friedhof Ohlsdorf

Im selben Jahr stellte Hertz einen Antrag auf Registrierung als Anwalt. Er befasste sich insbesondere mit Grundlagenforschung und mit Verhandlungen bei Behörden, die aufgrund der zu erbringenden Abstammungsnachweise notwendig waren. Die Justizbehörde sah ihn fälschlicherweise als „Nichtarier“ an und verweigerte ihm daher 1935 und 1936 eine Zulassung als Notar. Da nach Ausbruch des Zweiten Weltkriegs Personal fehlte, bekam er 1940 eine Stelle als Hilfsrichter am Amtsgericht. 1943 erhielt er die Kündigung aufgrund von „Unzuverlässigkeit“. Danach arbeitete er als Notarvertreter in der angesehenen Kanzlei Bartels, Crasemann und Biermann-Ratjen und erhielt 1946 eine Zulassung als Notar. Seit diesem Jahr arbeitete er mit einem privaten Auftrag für das Staatsarchiv im Rahmen genau festgelegter Aufgaben. 1973 ging er in den Ruhestand. Seine Kanzlei übernahm Henning Voscherau.
Im Bereich der Familiengrabstätte Adolph Hertz, Friedhof Ohlsdorf in Hamburg, Planquadrat Y 11 (südlich Nordteich), befindet sich ein Kissenstein für „Hans Wilhelm Hertz“.

## Wirken im Denkmalschutz
Neben der Tätigkeit als Notar beschäftigte sich Hertz seit den 1920er Jahren mit der materiellen Überlieferung der hamburgischen Geschichte und deren Sicherung. Seit 1924 gehörte er dem Verein für Hamburgische Geschichte an. 1934 trat er erstmals als Denkmalschützer öffentlich in Erscheinung, als die Dammtorfriedhöfe aufgelöst wurden. Hertz engagierte sich für 250 Grabsteine bekannter Hamburger Persönlichkeiten, die auf den Friedhof Ohlsdorf gebracht wurden. Somit entstand ein Freilichtmuseum für Grabmäler und der Althamburgische Gedächtnisfriedhof. Außerdem setzte er sich für den Erhalt von Grabsteinen des 1936 geräumten Mennoniten-Friedhofs in Altona und des Jüdischen Friedhofs Glückstadt ein. Von 1939 bis 1941 konnte er historisch bedeutende Grabsteine des Jüdischen Friedhofs Ottensen retten, die heute auf dem Jüdischen Friedhof Ohlsdorf zu finden sind.
1939 beschloss Hertz gemeinsam mit Leo Lippmann und Max Plaut, alle Grabsteine auf jüdischen Friedhöfen zu fotografieren. Seit 1943 arbeitete er dabei umfangreich mit dem Reichsinstitut für Geschichte des neuen Deutschlands zusammen zur „Sicherstellung des historischen und anthropologischen Materials der Judenfriedhöfe in Deutschland“. Die fragwürdige Kooperation brachte ihm die Unterstützung der SS ein; eine Zusammenarbeit mit Denkmalpfleger Hans Bahn verschaffte ihm einen offiziellen Auftrag. Bis Kriegsende fotografierten sie ungefähr 16.000 Gräber. Das danach unterbrochene Projekt konnte Hertz von 1954 bis 1960 abschließen.
Nach Kriegsende wurde Hertz nachgesagt, führend an der Verlegung von Gräbern des Jüdischen Friedhofs am Grindel nach Ohlsdorf beteiligt gewesen zu tun. Tatsächlich hatte er daran nur geringen Anteil. Außerdem habe er 1938/39 maßgeblich dazu beigetragen, die Archive der Jüdischen Gemeinden aus Altona, Hamburg, Harburg und Wandsbek in das Hamburgische Staatsarchiv zu bringen und somit vor einer Verbringung nach Berlin zu bewahren. Auch hierfür gibt es keine Belege; ein Abtransport der Bestände wäre auch nicht notwendig gewesen, da die Dokumente verfilmt nach Berlin kamen.
Nach der Operation Gomorrha begann Hertz im Winter 1943 gemeinsam mit der Patriotischen Gesellschaft, bedeutende Kulturgüter aus Privatbesitz in einem Hochbunker unterzubringen. Außerdem bat er Hellmuth Becker, in gleicher Weise wichtige Kircheneinrichtung und Museumsstücke und Kunst in öffentlichen Gebäuden zu schützen zu dürfen. Bis April 1945 kooperierte er dabei mit den Architekten Hopp & Jäger und setzte Kriegsgefangene ein.
Nach Kriegsende engagierte sich Hertz weiter im Schutz von Denkmälern und Kulturgütern. Basierend auf dem Arbeitsvertrag ordnete er im Staatsarchiv die Dokumente der jüdischen und mennonitischen Gemeinde. Außerdem sortierte und erweiterte er die Bestände der Bildersammlung des Hamburger Rathauses. Auf Wunsch des Hamburger Senats beteiligte er sich 1948 im Fachausschuss für bauliche Gestaltung des Lichtwark-Ausschusses. 1958 arbeitete er im Landessachverständigenausschuss für Archivgut mit. Von 1946 bis 1973 gehörte er dem Hamburger Denkmalrat an, dessen Vorsitz er 1971 übernahm.
Die 1943 entstandene Zusammenarbeit mit der Patriotischen Gesellschaft hielt Hertz auch später aufrecht. Von 1946 bis 1959 gehörte er als Schriftführer deren Vorstand, von 1960 bis 1962 dem Beirat und ab 1962 als Ältester erneut dem Vorstand an. 1958 gründete er in der Organisation die Kulturkommission mit, der er ab 1962 vorsaß. 1984 setzte er sich für einen zu gründenden Arbeitskreis für Denkmalschutz ein.
1953 gründete Hertz eine Arbeitsgruppe, die die Geschichte der Hamburger Juden erforschen sollte. Gemeinsam mit dem Vorsitzenden Fritz Fischer, Jacob Jacobson, Jürgen Bolland entstand so eine Arbeitsgemeinschaft, die sich zum Institut für die Geschichte der deutschen Juden weiterentwickelte. Hertz warb die dafür notwendigen finanziellen Mittel ein und gehörte ab 1966 dem Kuratorium des Instituts an.

## Ehrungen
Hertz erhielt für sein Wirken zahlreiche Ehrungen. Neben der Ehrendoktorwürde der Universität Hamburg 1984 zählten hierzu:
- 1963: bronzene Lappenberg-Medaille des Vereins für Hamburgische Geschichte
- 1965: Medaille für treue Arbeit im Dienste des Volkes des Hamburger Senats
- 1975: Bugenhagenmedaille der hamburgischen Evangelisch-lutherischen Kirche
- 1978: Medaille für Wissenschaft und Kunst der Freien und Hansestadt Hamburg
- 1982: Deutscher Preis für Denkmalschutz